# Зирченко, Михаил Павлович
Михаил Павлович Зирченко (1927—2019) — советский и российский художник, спасавший в Великую Отечественную войну евреев; один из немногих российских Праведников народов мира (один из пяти, доживших до 2019 года).

## Биография
Родился 23 декабря 1927 года в Украинской ССР.
Село Благодатное Днепропетровской области, в котором жила семья Зирченко, было оккупировано немцами, но постоянно в нём они не находились. Осенью 1941 года в него пришли еврейские беженцы, которых Михаил с отцом прятали от немецких облав. Михаил с детства хорошо рисовал и изготовил для евреев поддельные документы, которые спасли им жизнь.
Осенью 1943 года, перед освобождением села Михаил попал в облаву — ловили и забирали всех мужчин и подростков, которые могли бы помочь наступающей Красной Армии. Вместе с двоюродным братом Сергеем был пойман и направлен в лагерь для военнопленных на станции у села Лошкарёвка. Пробыв там около месяца, Михаил с братом бежали из него во время одного из обстрелов с воздуха советской авиацией. Добравшись домой и подлечившись, в 1944 году 17-летним юношей был мобилизован в РККА и отправлен на фронт. После окончания Великой Отечественной войны принял участие в советско-японской войне и демобилизовался только через семь лет. Был награждён медалями.
По окончании войны Михаил Зирченко учился в Строгановском училище в Москве (ныне Московская художественно-промышленная академия имени С. Г. Строганова). Затем он окончил Грековское училище в Ростове-на-Дону, где и остался жить.
Работал в Ростовском художественном фонде в отделении монументальных работ. Жена — Лидия Михайловна, технолог-пищевик; сын Александр — военный, майор.
Звание Праведник народов мира Михаил Павлович получил в 2004 году Израильским институтом катастрофы и героизма «Яд ва-Шем». 21 января 2020 года на проходившей в Москве «Неделе памяти жертв Холокоста» на открытии мультимедийной выставки «Спасители», его подвигу был посвящен отдельный стенд экспозиции.
Умер 4 февраля 2019 года в Ростове-на-Дону.